# Abergavenny
 Abergavenny (Y Fenni em galês) é uma cidade do País de Gales no condado de Monmouth, na confluência do Gavenny com o Usk.